# Comuna Kremîdivka, Lîmanskîi
Kremîdivka (în ucraineană Кремидівка) este o comună în raionul Kominternivske, regiunea Odesa, Ucraina, formată din satele Blahodatne, Hrîsto-Boteve, Kremîdivka (reședința) și Nove.

## Demografie
Componența lingvistică a comunei Kremîdivka
     Ucraineană (77,37%)
     Rusă (20,08%)
     Alte limbi (2,15%)
Conform recensământului din 2001, majoritatea populației comunei Kremîdivka era vorbitoare de ucraineană (77,37%), existând în minoritate și vorbitori de rusă (20,08%).